# Zachary Ray Sherman
Zachary „Zach“ Ray Sherman (* 5. Februar 1984 in Portland, Oregon) ist ein US-amerikanischer Schauspieler, Filmproduzent, Filmregisseur und Drehbuchautor.

## Leben
Sherman wurde am 5. Februar 1984 in Portland geboren. Seine Geschwister Sarah Sherman und Jacob Sherman sind ebenfalls in der Filmindustrie tätig. Er debütierte 1998 als Kinderdarsteller im Fernsehfilm Zu jung für ein Baby. Anfang des 21. Jahrhunderts bis in die späten 2000er Jahre konnte er sich durch Besetzungen in Kurzfilmen, Mitwirkungen an Serienproduktionen und Nebenrollen als Schauspieler etablieren. Von 2009 bis 2012 verkörperte er die Rolle des Jasper Herman in der Fernsehserie 90210. Insgesamt wirkte er in 18 Episoden der Serie mit, in der er für die deutschsprachige Fassung von Patrick Roche gesprochen wurde. Nach Mitwirkungen hauptsächlich in Kurzfilmen wirkte er 2018 in insgesamt sechs Episoden des Netflix Originals Everything Sucks! als Leroy O'Neil mit. Dort lieh ihm Tim Knauer für die deutsche Synchronisation die Stimme.

## Filmografie (Auswahl)

### Schauspiel
- 1998: Zu jung für ein Baby (Fifteen and Pregnant, Fernsehfilm)
- 2004: Wow and Flutter (Kurzfilm)
- 2005: Cooper & Brady Turn Pro (Kurzfilm)
- 2006: Close to Home (Fernsehserie, Episode 1x20)
- 2006: Down the P.C.H.
- 2006: The Far Side of Jericho
- 2007 The Work of Life (Kurzfilm)
- 2007: Randal (Kurzfilm)
- 2007: Jessie (Kurzfilm)
- 2008: The Thirst: Blood War
- 2008: Gigantic (Fernsehserie)
- 2008: A Stirring Story (Kurzfilm)
- 2009: My Suicide
- 2009–2012: 90210 (Fernsehserie, 18 Episoden)
- 2010: Killer by Nature
- 2011: Nowhere
- 2012: Goodbye Sun
- 2013: Alcohol and Drug Addiction
- 2014: LiFi (Kurzfilm)
- 2014: The Bass Player (Kurzfilm)
- 2014: Intersection (Kurzfilm)
- 2015: Memoria
- 2016: Hit & Run (Kurzfilm)
- 2016: West Virginia Stories
- 2017: Seahorse (Kurzfilm)
- 2018: Everything Sucks! (Fernsehserie, 6 Episoden)
- 2019: First Timer (Kurzfilm)
- 2019: Barbie's Kenny
- 2019: Cuck
- 2020: The Yucca Sisters
- 2020: Feed Your Muse (Kurzfilm)
- 2021: Deployed (Kurzfilm)
- 2024: A Desert

### Produktion
- 2007: Jessie (Kurzfilm)
- 2011: Nowhere
- 2014: LiFi (Kurzfilm)
- 2019: Barbie's Kenny (auch Regie und Drehbuch)
- 2020: Thunderbolt in Mine Eye (auch Regie)